# 曼柳斯 (伊利諾伊州)
曼柳斯（英語：Manlius）是位於美國伊利諾伊州比羅縣的一個村落。

## 地理
曼柳斯的座標為41°25′29″N 89°22′06″W / 41.42472°N 89.36833°W，而該地最高點為海拔高度212米（即696英尺）。

## 人口
根據2010年美國人口普查的數據，曼柳斯的面積為0.80平方千米，當中陸地面積為0.80平方千米，而水域面積為0.00平方千米。當地共有人口359人，而人口密度為每平方千米448人。